# Kasper Hjulmand
Kasper Hjulmand, född 9 april 1972 i Ålborg, är en dansk fotbollstränare och före detta fotbollsspelare. Han är för närvarande tränare för Danmarks herrlandslag.

## Karriär
Hjulmand började sin karriär hos Randers Freja 1987 där han spelade fyra år och skrev sedan kontrakt med Herlev IF vintern 1992. Han spelade med Herlev IF två säsonger och flyttade sedan till B.93 vintern 1995. Efter tre säsonger med B.93 tvingades Hjulmand att pensionera sig som fotbollsspelare på grund av en knäskada.

## Tränarkarriär

### Tidig karriär
Hjulmand blev huvudtränare för Lyngby från den 1 januari 2006 till den 7 juli 2008 då han blev assisterande tränare för FC Nordsjælland. Han utnämndes sedan som efterträdare för Morten Wieghorst för FC Nordsjælland, och tog över från 1 juli 2011. Den 18 maj 2014 gjorde han sin sista match som huvudtränare för Nordsjælland; 2–2 oavgjort mot Brøndby. Nordsjælland vann sitt första danska mästerskap med Hjulmand som huvudtränare. 

### FSV Mainz 05
Den 15 maj 2014 meddelades det att Hjulmand skulle bli Thomas Tuchels efterträdare för 1. FSV Mainz 05. Efter flera svaga resultat fick han sparken den 17 februari 2015. Hans sista match var en 4–2 förlust mot Borussia Dortmund.

### Återkomst till Nordsjælland
Den 15 december 2015 tillkännagavs att Hjulmand skulle återvända som tränare för Nordsjælland från och med den 1 januari 2016. Hjulmand lyckades få en positiv trend i laget och klubben slutade nionde i Superligaen 2015/2016. De följande två säsongerna ledde han Nordsjælland till en 6:e och 3:e plats.
Den 25 mars 2019 lämnade Hjulmand Nordsjælland med ömsesidigt samtycke efter att ha säkrat en plats i Championshipomgången i Superligaen 2018/2019.

### Danska landslaget
I juni 2019 tillkännagavs att Hjulmand skulle ersätta Åge Hareide som tränare för det danska herrlandslaget, då Hareides kontrakt upphörde efter Europamästerskapet i fotboll 2020. Hareide ledde inte laget, eftersom turneringen sköts upp på grund av covid-19-pandemin.